# Prêmios Globo de Ouro de 2005

Prêmios Globo de Ouro de 2005

 16 de janeiro de 2005
Filme - Drama:
The Aviator
Filme - Comédia ou Musical:
Sideways
Série de televisão – Drama:
Nip/Tuck
Série de televisão – Comédia ou Musical:
Desperate Housewives
Minissérie ou Filme para televisão:
The Life and Death of Peter Sellers
Prêmios Globo de Ouro 

← 2004  ·  2006 →
Os Prêmios Globo de Ouro de 2005 (no original, em inglês, 62nd Golden Globe Awards) honraram os melhores profissionais de cinema e televisão, filmes e programas televisivos de 2004. Os candidatos nas diversas categorias foram escolhidos pela Associação de Imprensa Estrangeira de Hollywood (AIEH) e os nomeados anunciados em 13 de dezembro de 2004.
Na cerimônia, Sideways liderou as indicações, com um total de sete. Em relação às vitórias, The Aviator foi coroado como melhor filme de drama e Sideways melhor filme de comédia ou musical. Além disso, Clint Eastwood, diretor de Million Dollar Baby, foi coroado como melhor diretor.

## Vencedores e nomeados

### Cinema
| Melhor filme | Melhor filme |
| Drama | Comédia ou Musical |
| --- | --- |
| - The Aviator - Closer - Finding Neverland - Hotel Rwanda - Kinsey - Million Dollar Baby                                                                        | - Sideways - Eternal Sunshine of the Spotless Mind - The Incredibles - The Phantom of the Opera - Ray |
| Melhor atuação em filme de drama | |
| Ator | Atriz |
| - Leonardo DiCaprio – The Aviator - Javier Bardem – Mar adentro - Don Cheadle – Hotel Rwanda - Johnny Depp – Finding Neverland - Liam Neeson – Kinsey           | - Hilary Swank – Million Dollar Baby - Scarlett Johansson – A Love Song for Bobby Long - Nicole Kidman – Birth - Imelda Staunton – Vera Drake - Uma Thurman – Kill Bill: Volume 2 |
| Melhor atuação em filme de comédia ou musical | |
| Ator | Atriz |
| - Jamie Foxx – Ray - Jim Carrey – Eternal Sunshine of the Spotless Mind - Paul Giamatti – Sideways - Kevin Kline – De-Lovely - Kevin Spacey – Beyond the Sea    | - Annette Bening – Being Julia - Ashley Judd – De-Lovely - Emmy Rossum – The Phantom of the Opera - Kate Winslet – Eternal Sunshine of the Spotless Mind - Renée Zellweger – Bridget Jones: The Edge of Reason |
| Melhor atuação coadjuvante em filme – drama, comédia ou musical                                                                                                 | |
| Ator coadjuvante | Atriz coadjuvante |
| - Clive Owen – Closer - David Carradine – Kill Bill: Volume 2 - Thomas Haden Church – Sideways - Jamie Foxx – Collateral - Morgan Freeman – Million Dollar Baby | - Natalie Portman – Closer - Cate Blanchett – The Aviator - Laura Linney – Kinsey - Virginia Madsen – Sideways - Meryl Streep – The Manchurian Candidate |
| Melhor direção | Melhor roteiro |
| - Clint Eastwood – Million Dollar Baby - Marc Forster – Finding Neverland - Mike Nichols – Closer - Alexander Payne – Sideways - Martin Scorsese – The Aviator  | - Alexander Payne e Jim Taylor – Sideways - Charlie Kaufman – Eternal Sunshine of the Spotless Mind - John Logan – The Aviator - David Magee – Finding Neverland - Patrick Marber – Closer |
| Melhor trilha sonora original | Melhor canção original |
| - Howard Shore – The Aviator - Clint Eastwood – Million Dollar Baby - Jan A. P. Kaczmarek – Finding Neverland - Rolfe Kent – Sideways - Hans Zimmer – Spanglish | - "Old Habits Die Hard" –Mick Jagger e David A. Stewart (Alfie) - "Accidentally in Love" – Counting Crows (Shrek 2) - "Believe" – Glen Ballard e Alan Silvestri (The Polar Express) - "Learn to Be Lonely" – Charles Hart e Andrew Lloyd Webber (The Phantom of the Opera) - "Million Voices" – Jerry Duplessis, Andrea Guerra e Wyclef Jean (Hotel Rwanda) |
| Melhor filme em língua estrangeira | |
| - Mar adentro ( Espanha) - Un long dimanche de fiançailles ( França) - Les choristes ( França) - Shi mian mai fu ( China) - Diários de Motocicleta ( Brasil)    | |

#### Filmes com múltiplas nomeações
| Nomeações | Filme                                 |
| --------- | ------------------------------------- |
| 7         | Sideways                              |
| 6         | The Aviator                           |
| 5         | Closer                                |
| 5         | Finding Neverland                     |
| 5         | Million Dollar Baby                   |
| 4         | Eternal Sunshine of the Spotless Mind |
| 3         | Hotel Rwanda                          |
| 3         | Kinsey                                |
| 3         | The Phantom of the Opera              |
| 2         | De-Lovely                             |
| 2         | Kill Bill: Volume 2                   |
| 2         | Ray                                   |
| 2         | Mar adentro                           |

#### Filmes com múltiplos prêmios
| Prêmios | Filme               |
| ------- | ------------------- |
| 3       | The Aviator         |
| 2       | Closer              |
| 2       | Million Dollar Baby |
| 2       | Sideways            |

### Televisão
| Melhor série | Melhor série |
| Drama | Comédia ou musical |
| --- | --- |
| - Nip/Tuck - 24 - Deadwood - Lost - The Sopranos | - Desperate Housewives - Arrested Development - Entourage - Sex and the City - Will & Grace |
| Melhor atuação em série de drama | |
| Ator | Atriz |
| - Ian McShane – Deadwood - Michael Chiklis – The Shield - Denis Leary – Rescue Me - Julian McMahon – Nip/Tuck - James Spader – Boston Legal                                                                                 | - Mariska Hargitay – Law & Order: Special Victims Unit - Edie Falco – The Sopranos - Jennifer Garner – Alias - Christine Lahti – Jack & Bobby - Joely Richardson – Nip/Tuck                                                     |
| Melhor atuação em série de comédia ou musical | |
| Ator | Atriz |
| - Jason Bateman – Arrested Development - Zach Braff – Scrubs - Larry David – Curb Your Enthusiasm - Matt LeBlanc – Joey - Tony Shalhoub – Monk - Charlie Sheen – Two and a Half Men                                         | - Teri Hatcher – Desperate Housewives - Marcia Cross – Desperate Housewives - Felicity Huffman – Desperate Housewives - Debra Messing – Will & Grace - Sarah Jessica Parker – Sex and the City                                  |
| Melhor atuação em minissérie ou filme para televisão | |
| Ator | Atriz |
| - Geoffrey Rush – The Life and Death of Peter Sellers - Mos Def – Something the Lord Made - Jamie Foxx – Redemption: The Stan Tookie Williams Story - William H. Macy – The Wool Cap - Patrick Stewart – The Lion in Winter | - Glenn Close – The Lion in Winter - Blythe Danner – Back When We Were Grownups - Julianna Margulies – The Grid - Miranda Richardson – The Lost Prince - Hilary Swank – Iron Jawed Angels                                       |
| Melhor atuação coadjuvante em série, minissérie ou filme para televisão | |
| Ator coadjuvante | Atriz coadjuvante |
| - William Shatner – Boston Legal - Sean Hayes – Will & Grace - Michael Imperioli – The Sopranos - Jeremy Piven – Entourage - Oliver Platt – Huff                                                                            | - Anjelica Huston – Iron Jawed Angels - Drea de Matteo – The Sopranos - Nicollette Sheridan – Desperate Housewives - Charlize Theron – The Life and Death of Peter Sellers - Emily Watson – The Life and Death of Peter Sellers |
| Melhor minissérie ou filme para televisão | |
| - The Life and Death of Peter Sellers - American Family - Iron Jawed Angels - The Lion in Winter - Something the Lord Made                                                                                                  | |

#### Séries com múltiplas nomeações
| Nomeações | Série                               |
| --------- | ----------------------------------- |
| 5         | Desperate Housewives                |
| 4         | The Life and Death of Peter Sellers |
| 4         | The Sopranos                        |
| 3         | Iron Jawed Angels                   |
| 3         | The Lion in Winter                  |
| 3         | Nip/Tuck                            |
| 3         | Will & Grace                        |
| 2         | Arrested Development                |
| 2         | Boston Legal                        |
| 2         | Deadwood                            |
| 2         | Entourage                           |
| 2         | Sex and the City                    |
| 2         | Something the Lord Made             |

#### Séries com múltiplos prêmios
| Prêmios | Série                               |
| ------- | ----------------------------------- |
| 2       | Desperate Housewives                |
| 2       | The Life and Death of Peter Sellers |